# Zoltán Bay
Zoltán Bay (Gyulavári, 24 luglio 1900 – Washington, 4 ottobre 1992) è stato un fisico e inventore ungherese.

## Biografia

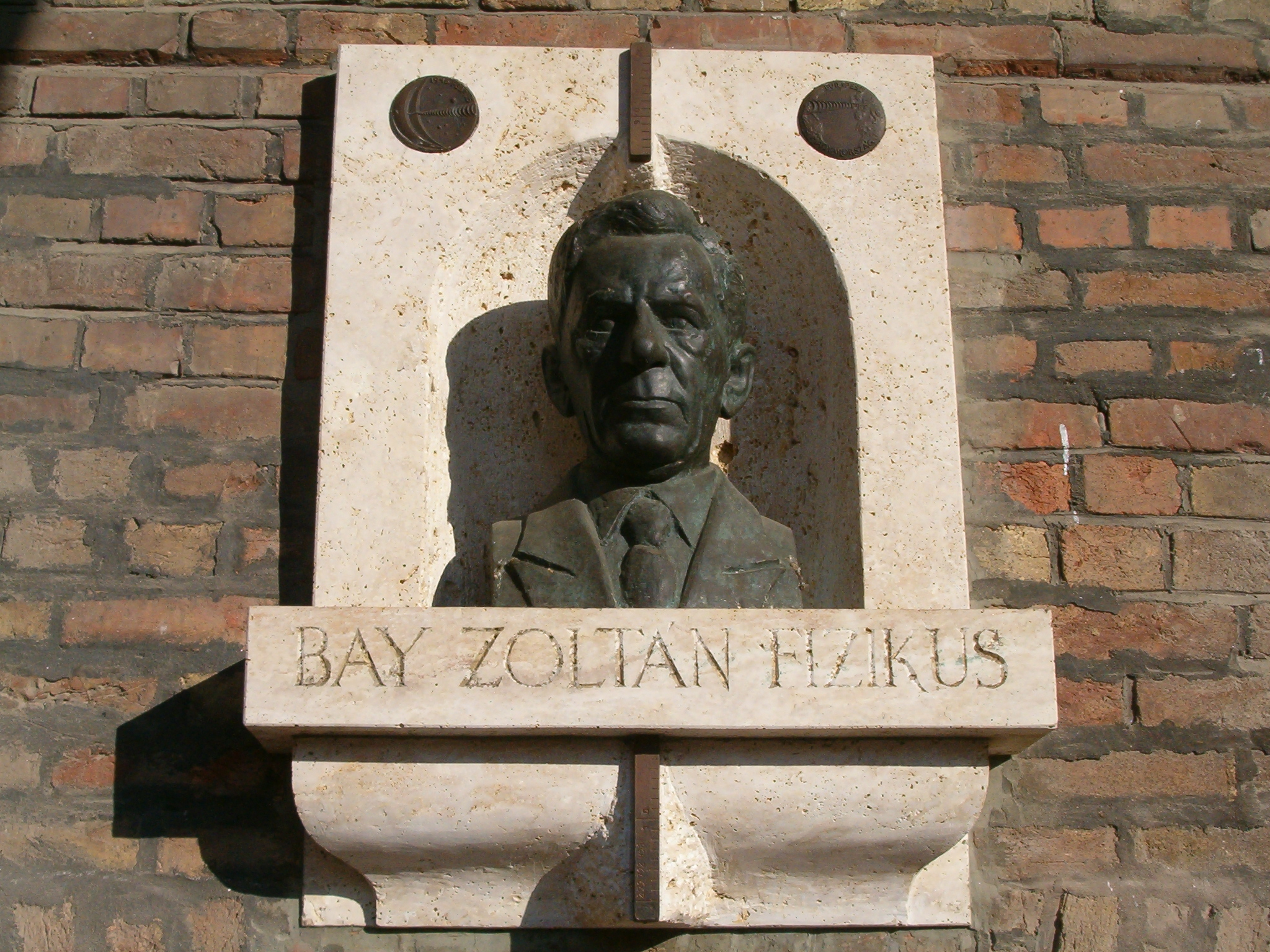
Busto di Zoltán Bay

Zoltán Bay inizia a studiare alla scuola superiore di Debrecen e successivamente si laurea in fisica presso la Accademia delle Scienze. Si trasferisce a Berlino nel 1920, dove si fa subito notare per i risultati ottenuti lavorando con i gas attivi.
Nel 1930 lavora presso l'Università di Seghedino in Ungheria come professore di Fisica teorica. Sarà il più giovane professore ordinario della Università.
La sua maggior invenzione tecnologica avviene nel 1936 quando sviluppa il primo radar, invenzione che influenzerà in modo fondamentale lo svolgimento della Seconda guerra mondiale. Inoltre realizza svariate scoperte ed invenzioni riguardanti applicazioni ad alta tensione, scariche nei tubi a gas, tubi a vuoto.
Negli anni tra il 1938 e il 1948 rientra in patria dove insegna presso l'Università di Budapest. In questo periodo compie importanti ricerche riguardanti le riflessioni del radar sulla superficie lunare, osservazioni che saranno fondamentali per i futuri sviluppi della ricerca spaziale e astronomia radar.
Durante la Seconda guerra mondiale, Bay si fa carico della protezione dei colleghi e studenti ebrei perseguitati dai nazisti. Successivamente, nel periodo di sottomissione comunista, cerca di salvare la azienda presso la quale eseguiva alcune ricerche, la Tungsram, dalle truppe russe.
Successivamente tra il 1948 ed il 1955, Bay insegna all'università di Washington, poi dal 1955 al 1972 lavora per il National Bureau of Standards e infine insegna presso l'American University. In questo periodo raggiunse risultati notevoli nello studio dei gas in particolare l'elettroluminescenza e la spettroscopia. Bay dette importanti contributi anche nello studio della moltiplicazione degli elettroni: in particolare il suo strumento che usando questa tecnica venne usato per contare particelle si trova in mostra permanente presso lo Smithsonian Institution. Lavorà alacremente anche a nuovi metodi per la misura della velocità della luce e a nuovi standard per la misura di tempo e spazio.
Muore a Washington il 4 ottobre 1992 a causa di un enfisema.

## Riconoscimenti
- È stato decorato The Order of the Hungarian Republic nel 1990, dopo il crollo del regime comunista.